# Bertiliella bathycola
Bertiliella bathycola är en plattmaskart som beskrevs av Rieger och Wolfgang Sterrer 1975. Bertiliella bathycola ingår i släktet Bertiliella och familjen Bertiliellidae. Inga underarter finns listade i Catalogue of Life.